# Hirokazu Sasaki
Hirokazu Sasaki (født 16. februar 1962) er en tidligere japansk fodboldspiller.
Han har spillet for flere forskellige klubber i sin karriere, herunder Verdy Kawasaki og Cerezo Osaka.